# Bujanska konferencija
Bujanska konferencija je bila konferencija antifašističkih snaga. Organizirali su ju vođe narodnooslobodilačkih jedinica Kosova i Albanije. Na njoj su predstavnici Narodnooslobodilačke borbe Kosova (alb. Frontit Popullor për Kosovë ) usvojili Rezoluciju, kojom se narodu Kosova priznalo pravo na samoopredjeljenje, o svojoj sudbini, na osnovi sudjelovanja u oslobodilačkoj borbi na strani Bloka Antifašističkog saveza. Rezolucijom konferencije za osnivanje nacionalnog osnivačkog vijeća Kosova. Kosovu se priznaje pravo na samoopredeljenje do otcjepljenja i Albancima ostvarivanje njihove vjekovne želje za ujedinjenje s Albanijom - s nacionalnim i meðunarodnim priznavanjem. Bujanska skupština imala je za cilj djelimice ispraviti povijesne nepravde nanesene albanskom narodu 1913. godine, kad je u ime tobožnjeg očuvanja mira u Europi na Konferenciji veleposlanika u Londonu žrtovavano više od pola albanskog teritorija i albanskog naroda, koji su ostali izvan teritorija Londonske Albanije. Rukovodstvo ove konferencije bili su Zekerija Rexha, Xheladin Hana, Hajdar Dushi koji su se mnogo angažirali da bi u radu konferencije sudjelovali što je više moguće ondašnjih intelektualaca.
U Rezoluciji stoji da su "Kosovo i Dukađinska visoravan [Metohija] regija naseljena albanskom većinom koja je uvijek željela ujediniti se s Albanijom, kao i danas." Izvršno članstvo konferencije bili su: Mehmet Hoxha, Pavle Jovićević, Rifat Berisha, Xhevdet Doda, Fadil Hoxha, Hajdar Dushi i Zekeria Rexha. Članovi vijeća Bujanske konferencije bili su: Ismail Gjinali, Tefik Çanga, Qamil Luzha, Xheladin Hana, Halil Haxhija, Ismet Shaqiri, Adem Miftari, Ismail Isufi, Sabrije Vokshi, Veliša Mičković, Lubomir Canić, Abdyl Kerim Ibrahim, Spira Velković, Xhevat Tahiri, Ymer Pula, Et-hem Zurnaxhiu, Ing. Nexhat Basha, Ajdin Bajraktari, Bejto Šahmanović, Milan A. Mičković, Zymer Halili, Mehmet Dermani, Qamil Brovina, Gani S. Çavdarbasha, Sul B. Alaj, Shaban Kajtazi, Ferid Perolli, Haxhi Morina, Xhavid Sh. Nimani, Reshat Isa, Mehmet Bajraktari, Veli Niman Doçi, Rasim Cokli, Sadik Bekteshi, Jaho Bajraktari, Shaban Haxhija, Alush Gashi, Beqir Ndou, Xhafer Vokshi, Sima H. Vasilević, Enver Dajçi i Maxhun Doçi Nimani.
Konferencija se održala 31. prosinca 1943. te 1. i 2. siječnja 1944. godine na sjeveru Albanije na oslobođenom teritoriju u selu Bujanu kod Tropoje, Visoravni Ðakovica, danas Tropojski distrikt u Kukeskom okrugu), u Kuli rodoljuba Saliha Manija. Iznenadila je KPJ i njemačke okupatore, jer ju nisu organizirali nacionalisti, nego albanski komunisti Kosova.
Rezolucija je bila je platforma i velika pobjeda ANOB. Odrazila se na Ustav Kosova od 1974. i Ustavnu deklaraciju Kačanika od 1990. kao i Referendum od 1991. godine. Na osnovu prava na samoopredljenje, započetoj i koju su priznali Saveznici antifašističkog bloka tijekom Drugog svetskog rata, zatim na toj osnovi oslobodilačke borbe Kosova kad su uz pomoć NATO-a konačno s Kosova protjerane okupatorske vojno - policijske srpske snage, lipnja 1999. godine te veljače 2008. godine proglašena je nezavisnost Republike Kosova kao slobodne, suverene i demokratske države.
Vođa kosovskih albanskih partizana Fadil Hoxha zalagao se da kosovski komunisti prihvate tu Rezoluciju Bujanske konferencije. Na srpski pritisak KPJ je poništila rezoluciju, što je sve rezultiralo da je jedno vrijeme Fadil Hoxha bio marginaliziran u partiji nakon rata 1945. te vraćanjem Kosova unutar Srbije uz ograničeni stupanj autonomije. Rezolucija nakon rata nije sprovedena,jer je Tito odvajanje Kosova ocijenio kao akt velikoalbanske reakcije, odnosno pokušaj stvaranja Velike Albanije.
Akademik Branko Horvat isticao je da se odluke s Bujanske konferencije ne može obrisati. mogu biti izbrisane. Albanci nisu bili uključeni u rad AVNOJ-a. Ipak, Svetozar Vukmanović - Tempo je bio za to i iznio je prijedlog Titu da i Albanci budu sudionici rada AVNOJ-a. KPJ imala je druge zamisli. Premda su albanski komunisti Kosova prihvatili rukovodstvo KPJ, sloga je postojala samo u borbi protiv nacističko-fašističke okupacije, ali ne u nacionalnom pitanju, jer albanski komunisti Kosova htjeli su izdvajanje iz Jugoslavije, a KPJ je htjela očuvati Jugoslaviju, bez teritorijalnih gubitaka.

## Vanjske poveznice
- (eng.) History Commons  Arhivirana inačica izvorne stranice od 11. travnja 2016. (Wayback Machine) Profile: Zekerija Rexha